# لي جاي ميونغ
لي جاي ميونغ (بالكورية: 이재명؛ وُلد حوالي 8 ديسمبر 1963)، هو سياسي ومحامٍ كوري جنوبي يشغل منصب الرئيس الرابع عشر لكوريا الجنوبية منذ عام 2025. ينتمي إلى الحزب الديمقراطي، وقد ترأسه بين عامي 2022 و2025، ومثّل دائرة كييانغ ب في الجمعية الوطنية خلال نفس الفترة. كما شغل سابقًا منصب حاكم إقليم غيونغي من 2018 حتى 2021.
وُلد لي في أسرة فقيرة في مدينة أندونغ، وعمل في مصنع بعد انتهائه من المرحلة الابتدائية، ما أدى إلى إصابته بإعاقة جسدية بسبب حادث عمل. ورغم ظروفه، حصل على شهادات تعادل التعليم المتوسط والثانوي، ثم التحق بجامعة تشونغ أنغ، حيث نال شهادة في القانون عام 1986. عمل محاميًا في مجال حقوق الإنسان وقضايا العمال، وشارك في منظمة مينبيون، كما نادى بإنشاء مستشفى جديد في مدينة سيونغنام.
دخل لي عالم السياسة عام 2005 وخاض عدة انتخابات دون نجاح في البداية. انتُخب رئيسًا لبلدية سيونغنام عام 2010، وأُعيد انتخابه في 2014. ترشّح لأول مرة للرئاسة عام 2017، لكنه خسر ترشيح الحزب الديمقراطي أمام مون جاي إن. وفي عام 2018، استقال من رئاسة البلدية ونجح في انتخابات حاكمية إقليم غيونغي، ثم استقال من منصبه عام 2021. خاض الانتخابات الرئاسية مجددًا عام 2022 ممثلًا للحزب الديمقراطي بعد فوزه بالترشيح، لكنه خسر بفارق ضئيل أمام مرشح حزب سلطة الشعب، يون سوك يول.
نجا لي من محاولة اغتيال في يناير 2024،. وفي نوفمبر من العام نفسه، أُدين بانتهاك قانون الانتخابات العامة بعد إنكاره صلته بـكيم مون كي، وهو مسؤول سابق في مؤسسة تطوير سيونغنام، خلال حملته الانتخابية عام 2022. وخلال أزمة الأحكام العرفية في كوريا الجنوبية عام 2024، حظي لي باهتمام عالمي بعدما تسلق سور مبنى الجمعية الوطنية وبثّ الحدث مباشرة عبر الإنترنت، ولعب بعدها دورًا محوريًا في قيادة جهود عزل الرئيس يون. وبعد أن أنهت المحكمة الدستورية ولاية الرئيس يون، خاض لي حملته الرئاسية الثالثة عام 2025، حيث فاز بترشيح الحزب الديمقراطي مجددًا، وتغلب على خصمه من حزب سلطة الشعب، كيم مون سو، في الانتخابات العام

## حياته
ولد لعائلة فقيرة في آندونغ بمقاطعة غيونغسانغ الشمالية، بدأ العمل في سنوات المراهقة المبكرة كعامل صناعي، مما منعه من الالتحاق بالتعليم الأساسي. من خلال الدراسة الذاتية، حصل ليو على دبلومات معادلة المدارس الإعدادية والثانوية. التحق لي بجامعة تشونغ انغ، حيث حصل على شهادته في القانون عام 1986، وأصبح فيما بعد محاميًا لحقوق الإنسان والعمل بعد أن تأثر بروه مو هيون، الذي أصبح فيما بعد رئيسًا لكوريا الجنوبية.
بعد دخوله السياسة هُزم لي في انتخابات رئاسة بلدية سونغنام في عام 2006 والانتخابات التشريعية الكورية الجنوبية في عام 2008، ولكن تم انتخابه في انتخابات رئاسة بلدية سونغنام في عام 2010 وأعيد انتخابه في عام 2014. شغل منصب رئيس بلدية سونغنام حتى 15 مارس 2018، قبل الترشح والفوز في الانتخابات لمنصب حاكم مقاطعة كيونغ جي. استقال لي من منصب حاكمه في 25 أكتوبر 2021 للترشح للرئاسة، على الرغم من خسارته في الانتخابات الرئاسية لمرشح حزب المعارضة يون سوك يول بفارق ضئيل من الأصوات.

## حياة سابقة
وُلد لي عام 1964 في آندونغ كون بمقاطعة غيونغسانغ الشمالية، وهو الخامس من بين سبعة أطفال. وفقًا لبطاقة تقرير الصف الأول من المدرسة الابتدائية التي أطلقها لي جاي ميونغ بنفسه، كان عنيدًا للغاية وكانت درجاته طبيعية، لكنه لعب جيدًا مع زملائه في الفصل وكان شجاعًا. قال أيضًا إنه لا يستطيع الذهاب إلى المدرسة في الأيام الممطرة أو الثلجية لأن المدرسة تبعد حوالي 5 كيلومترات عن منزله وكان عليه عبور مجرى مائي في المنتصف.
عندما كان لي في الصف الخامس قال إنه لا يستطيع الذهاب في رحلة مدرسية لأنه ولد لعائلة زراعية فقيرة، لذا جاء معلمه وأقنعه بأخذه لساعات. كان ذلك بفضل نظر المدير في ذلك الوقت. بسبب الصعوبات المالية لعائلته، لم يتمكن من الوصول إلى ورق الرسم أو الطباشير الملون، لذلك عندما ذهب أصدقاؤه إلى مسابقة فنية، قام بتنظيف حمام المدرسة بدلاً من ذلك.
لم يلتحق بالمدرسة الإعدادية والثانوية لأن نظام المدارس العامة في كوريا الجنوبية كان يغطي التعليم الابتدائي فقط في ذلك الوقت. ومما زاد الطين بلة أن والده أنفق معظم أموال العائلة على المقامرة، لذلك تركت عائلة لي آندونغ، مسقط رأسهم، وانتقلوا إلى سونغنام، عندما تخرج لي من المدرسة الابتدائية.

## مكان عمله في طفولته
في سنوات مراهقته المبكرة بدأ العمل في مصنع يقع في مدينة سونغنام، وهي مدينة صناعية مخطط لها تم بناؤها خلال إدارة بارك تشونغ هي لتركيز الصناعة خارج سول. في ذلك الوقت، كانت سونغنام مأهولة في الغالب من قبل الطبقة الدنيا، الذين غالبًا ما تم نقلهم إلى هناك من خلال الإكراه السياسي.
مثل الأطفال الآخرين من الأسر الفقيرة، الذين يعانون من أوضاع عائلية صعبة، ذهب لي إلى مصنع يصنع القلايد تصنع يدويًا بدلاً من المدرسة الإعدادية. ومع ذلك، بعد إفلاس مصنع القلادة وعدم حصوله على راتب، انتقل إلى مكان يسمى "Dongma Rubber"، والذي كان شركة مستقرة إلى حد ما. لم يكن لي في ذلك الوقت كبيرًا بما يكفي للعمل في كوريا الجنوبية، لذلك عمل تحت أسماء مستعارة مختلفة. في هذه الأثناء، تعرض لي لحادث صناعي لأول مرة حيث أصيب بإصبعه.

## عمله كمحامي حقوق مدنية
في عام 1986 بعد تخرجه من الكلية اجتاز امتحان المحاماة والتحق بمعهد البحث والتدريب القضائي. مثل العديد من أعضاء الحزب الديمقراطي في كوريا الجنوبية، انحاز لي ضد النظام الاستبدادي العسكري، الذي استولى على السلطة عن طريق انقلاب عام 1980 وتنحى عندما أصبحت كوريا الجنوبية ديمقراطية في عام 1987.
بحلول الوقت الذي تخرج فيه لي من معهد البحوث والتدريب القضائي، استمع إلى محاضرة من المحامي روه مو هيون، الذي أصبح فيما بعد رئيسًا لجمهورية كوريا. قبل الاستماع إلى محاضرة روه، حاول اختيار قاضٍ أو مدعٍ عام يمكنه التمتع بمزايا مختلفة، لكنه أعجب بمحاضرة روه واختار طريق محامي حقوق الإنسان والعمل، وأسس عمله في سونغنام. في ذلك، اتبع الراحل روه مو هيون (الرئيس من 2003-2008) وتلميذ روه، مون جاي إن (الذي تولى السلطة في عام 2017 وترك منصبه في عام 2022).
بعد افتتاح مكتب محاميه الخاص، عمل "لي" مع رؤساء مراكز الاستشارات العمالية في إنتشون وغوانغجو للانخراط في "محامون من أجل مجتمع ديمقراطي"، المسؤولون بشكل أساسي عن الدفاع عن حقوق العمل وحقوق الإنسان. في عام 1995، بدأ أيضًا حركة مدنية كعضو مؤسس في "جمعية المواطنين Seongnam". بعد ذلك، أثار الشكوك حول "تغيير استخدام بايكجونغ بوندانغ ومنطقة جيونججا" وصنع لنفسه اسمًا كمحامٍ وناشط اجتماعي من خلال البحث في "قضية البيع التفضيلي بارك فيو.
من ناحية أخرى، تم إغلاق مستشفيين عامين في سونغنام. وبناءً على ذلك، عمل لي كممثل مشارك لـ «لجنة تعزيز إنشاء مستشفى بلدية سونغنام» وبدأ الحركة لإنشاء مستشفى سونغنام البلدي مع مواطني سونغنام. ومع ذلك، رفض مجلس المدينة، الذي كان يسيطر عليه بعد ذلك الحزب الوطني الكبير المحافظ، مرسوم مبادرة السكان في 47 ثانية فقط. احتج لي أمام أعضاء مجلس مدينة الحزب الوطني الكبير وكان مطلوبًا بتهمة عرقلة تنفيذ واجبات خاصة. بعد ذلك، أدرك لي أنه لا يستطيع تغيير المجتمع من خلال الحركات الاجتماعية، وقرر الدخول في السياسة.

## الحياة السياسية
في 23 أغسطس 2005 ، انضم إلى حزب أوري الحاكم آنذاك، سلف الحزب الديمقراطي الكوري وأعلن ترشحه لمنصب عمدة سونغنام. ترشح كمرشح للانتخابات المحلية في عام 2006 وترشح لمنصب عمدة سونغنام، لكنه خسر بنسبة 23.75٪ من الأصوات بسبب ضعف الرأي العام حول حزب أوري وإدارة روه في ذلك الوقت.

## محاولة الاغتيال
في 2 كانون الثاني/يناير 2024 تعرَّض زعيم حزب المعارضة الكوري الجنوبي لي جاي ميونغ، لاعتداء أثناء زيارته إلى مدينة بوسان الساحلية بجنوب كوريا، وتعرَّض "لي" للطعن في الجانب الأيسر من العنق من قِبَل شخص مجهول أثناء تحدثه إلى الصحافيين بعدما تفقَّد موقع مطار جاديوكدو الجديد في بوسان. وجرى نقل السياسي المعارض إلى مستشفى جامعة بوسان الوطنية بعد نحو 20 دقيقة من الاعتداء، ألقت الشرطة القبض على المهاجم في موقع الاعتداء. حيث أفاد شهود عيان إن المشتبه به الذي تظاهر بأنه أحد أنصار "لي" اقترب منه وطلب توقيعه، ثم اعتدى عليه بسلاح حاد. وعبّر الرئيس الكوري الجنوبي عن "قلقه العميق" بعد الهجوم على زعيم المعارضة، بحسب المتحدثة باسمه كيم سو كيونغ.

## إنتخابات الرئاسة 2025
في 9 أبريل 2025، بعد خمسة أيام من عزل الرئيس يون سوك يول في 4 أبريل، استقال لي من منصبه كزعيم لحزب الديمقراطي. وأعلن ترشحه الثالث للانتخابات الرئاسية في 10 أبريل. وفي 27 أبريل، فاز لي رسميًا في الانتخابات التمهيدية لحزب الديمقراطي وأصبح المرشح الرسمي للحزب لمنصب الرئيس. من بين وعوده الانتخابية كان تعديل الدستور للسماح للرؤساء بخدمة فترتين مدة كل منهما أربع سنوات، بالإضافة إلى إدخال نظام جولة الإعادة في التصويت. وفي 3 يونيو 2025، فاز لي في الانتخابات الرئاسية بنسبة 49.42% من الأصوات.